# Вайксалу Лайне Августівна
Лайне Августівна Вайксалу (нар. 29 квітня 1918, Виннусвере — пом. 23 липня 2000) — естонська радянська доярка, Герой Соціалістичної Праці.

## Біографія
Народилася 29 квітня 1918 року в селі Виннусвере Везенберзького повіту колишньої Естляндської губернії (нині волость Вейке-Маар'я повіту Ляене-Вірумаа, Естонія в селянській сім'ї. Естонка. Навчалася у шестикласній початковій школі та у дворічній школі підвищення освіти у Вяйку-Маар'я. Працювала у батьківському господарстві. Протягом 1941—1944 років пережила німецьку окупацію Естонії..
1949 року вступила до колгоспу «Хельге тее» («Світлий шлях») повіту Вірумаа (з 1950 року — Вяйке-Маар'яськиого, з 1962 року — Раквереського району), який був об'єднаний з колгоспом «Койт» («Зоря»). Перший рік працювала в полі, а з 1950 року — на молочній фермі дояркою. 1956 року колгосп «Койт» об'єднався із радгоспом «Трійги», і вона перейшла працювати дояркою в радгосп. Набувши великого досвіду, який із знанням справи застосовувала на фермі, із року у рік отримувати високі надої молока, за що 7 березня 1960 року нагороджена медаллю «За трудову доблесть». Першою в Естонії стала доглядати значно більшу, ніж зазвичай, групу корів і не раз виходила на перше місце в республіці. У радгоспі «Трійги» було організовано її школу, де вона передавала свій передовий досвід іншим тваринникам району та республіки. Член КПРС з 1961 року.
1964 року, доглядаючи 72 корови, надоїла від кожної з тварин у середньому по 3 241 кілограм молока, загальна ж продуктивність склала 2 275 центнерів. Взяте соціалістичне зобов'язання перевиконала на 375 центнерів. Указом Президії Верховної Ради СРСР від 1 жовтня 1965 року за визначні заслуги у розвитку промисловості та сільського господарства Естонської РСР Вайксалу Лайне Августівні присвоєно звання Героя Соціалістичної Праці з врученням ордена Леніна (№ 341 127) та золотої медалі «Серп і Молот» ( № 8 987).
У наступні роки також продовжувала отримувати високі надої: 3 129 кілограмів молока 1966 року, 3 290 — 1967 року. Неодноразово брала участь у Виставці досягнень народного господарства СРСР, де нагороджена великою срібною та 2 срібними медалями.
Упродовж 1961—1973 років була членом Раквереського райкому Компартії Естонії; у 1960—1962 роках — депутатом Вяйке-Маарьяського та з 1962 року — Раквереського районних Рад депутатів трудящих. Нагороджена чотирма Почесними Грамотами Президії Верховної Ради Естонської РСР. 1973 року вийшла на пенсію. Жила у волості Вяйка-Маар'я повіту Ляене-Вірумаа. Померла 23 липня 2000 року. Похована на Новому цвинтарі селища Вяйка-Маар'я.